# Mantova 1911
Maillots
Actualités
Le Mantova 1911 est un club italien de football basé à Mantoue (Lombardie). Le club présidé par Bompieri Bruno évolue pour la saison 2024-2025 en Serie B.

## Historique
| \| Mantoue \| Emplacement de Mantoue, en Italie. |
| Mantoue                                          |

On doit l'arrivée du football sur les rives du Mincio à deux pionniers : Ardiccio Modena et Guglielmo Reggiani. Le premier, de retour de Liverpool où il avait vécu pendant un certain temps, transmis sa passion du jeu anglais au second qui était un proche ami. Ensemble, ils achètent un ballon et fondent, en 1906, le Mantua Football Club. Si l'existence de ce club, qui jouait sur la place Virgiliana, fut de courte durée puisqu'il disparaît dès l'année suivante, il n'en passe pas moins pour être le premier club fondé dans la province de Mantoue (Lombardie). Cependant l'expérience n'en resta pas là: Ardiccio Modena fonda presque aussitôt un autre club de football, le Vis et Virtus tandis que Guglielmo Reggiani concourra à la création du Gruppo del Calcio. En 1911 ces deux entités fusionnent pour donner naissance à l'Associazione Mantovana del Calcio, ancêtre du club actuel.
- 1960-61 : première saison en Serie A, et  prend le nom Associazione Calcio Mantova.
- 1993-94 : Faillite du club, renaissance en 1994 sous le nom Mantova Calcio 1994
- 2009-10 : à la fin de la saison, il est relégué en Lega Pro Prima Divisione (3e division). Le club ne s'y inscrit pas.
- 2010-11 : Renaissance sous le nom Mantova Football Club, il est inscrit en Serie D (5e division)

## Palmarès et résultats

### Palmarès
| Compétitions nationales | Compétitions régionales                    |
| - Serie B (D2) : - Champion (1) : 1971. - Serie C (D3) : - Champion (1) : 1959. - Serie C2 (D4) : - Champion (3) : 1988, 1993 et 2004. - IV Serie (D4) : - Champion (1) : 1958. - Campionato Nazionale Dilettanti (D5) : - Champion (1) : 1997. - Serie D (D5) : - Champion (1) : 2011. | - Eccellenza (D6) : - Champion (1) : 1995. |

### Records individuels
| # | Nom               | Matches | Dates                |
| - | ----------------- | ------- | -------------------- |
| 1 | Manuel Spinale    | 347     | 2003-2014            |
| 2 | Mirko Bellodi     | 336     | 1996-1998, 2000-2012 |
| 3 | Gaetano Caridi    | 334     | 2002-2010, 2014-     |
| 4 | Gustavo Giagnoni  | 295     | 1957-1964, 1965-1968 |
| 5 | Nicola Lampugnani | 271     | 1990-2005            |

| # | Nom                  | Buts | Dates                |
| - | -------------------- | ---- | -------------------- |
| 1 | Gabriele Graziani    | 83   | 2000-2007, 2010-2012 |
| 2 | Gaetano Caridi       | 63   | 2002-2010, 2014-     |
| 3 | Sauro Frutti         | 52   | 1977-1981            |
| = | Silvio Dellagiovanna | 52   | 1997-1999, 2000-2002 |
| 5 | Ettore Recagni       | 47   | 1957-1959, 1960-1964 |

## Identité du club

### Changements de nom
- 1911-1918 : Associazione Mantovana del Calcio
- 1918-1934 : Associazione Calcio Mantova
- 1934-1945 : Mantova Sportiva
- 1945-1956 : Associazione Calcio Mantova
- 1956-1961 : Associazione Calcio Ozo Mantova
- 1960-1994 : Associazione Calcio Mantova
- 1994-2002 : Mantova Calcio 1994
- 2002-2010 : Associazione Calcio Mantova
- 2010-2013 : Mantova Football Club
- 2013-2017 : Associazione Calcio Mantova
- 2017- : Mantova 1911

### Couleurs
L'uniforme du Mantoue Calcio possède une histoire particulière. À l'origine, la chemise et des chaussettes bleues étaient accompagnés par un short blanc. Ce fut la tenue et les couleurs de Mantoue jusqu'en 1956, à l'exception d'une brève période dans les années 1920 où le maillot était à damiers. Avec le parrainage de l'Associazione Calcio Mantova par la raffinerie de pétrole OZO (1956), l'uniforme et les couleurs de l'équipe changent radicalement. Il passa en effet du bleu et blanc au blanc et rouge (les couleurs de la société de raffinage) l'uniforme fut redessiné avec une bande rouge barrant la poitrine, à la façon de ceux de l'équipe argentine de River Plate. Ce fut le premier uniforme italien à présenter ce style, qui est adopté par Mantoue jusqu'à la fin des années 1960. Entre les années 1970 et le début des années 2000, le style redevient plus classique: une chemise rouge et un short blanc. Le maillot blanc barré par une bande rouge réapparait occasionnellement dans années 1990, puis redevient la tenue officiel du club depuis la présidence de Fabrizio Lori (2004-2010).

## Joueurs et personnalités du club

### Présidents
Le tableau suivant présente la liste des présidents du club depuis 1911.
| Rang | Nom                          | Période   |
| ---- | ---------------------------- | --------- |
| 1    | ?                            | 1911-1919 |
| 2    | Giannino Parmeggiani         | 1919-1922 |
| 3    | Edmondo Pogiluppi            | 1922-1924 |
| 4    | Silvio Gatti                 | 1924-1925 |
| 5    | Giuseppe Moschini            | 1925-1926 |
| 6    | Enzo Moschini                | 1926-1927 |
| 7    | Ennio Avanzini               | 1927-1931 |
| 8    | Lauro Giuliani               | 1931-1933 |
| 9    | Gino Rigatelli (commissaire) | 1932-1933 |
| 10   | Sergio Pinotti               | 1932-1934 |

| Rang | Nom              | Période   |
| ---- | ---------------- | --------- |
| 11   | Giacomo Azzalli  | 1934-1935 |
| 12   | Emilio Fario     | 1935-1941 |
| 13   | Giacomo Azzalli  | 1941-1943 |
| 14   | Bruno Pasino     | 1943-1944 |
| 15   | Poste vacant     | 1944-1945 |
| 16   | Ennio Avanzini   | 1945-1946 |
| 17   | Federico Cocconi | 1946-1948 |
| 18   | Attillo Campana  | 1948-1949 |
| 19   | Giacomo Azzalli  | 1949-1951 |
| 20   | Giuseppe Rea     | 1951-1953 |

| Rang | Nom                  | Période   |
| ---- | -------------------- | --------- |
| 21   | Arnaldo Bellini      | 1953-1959 |
| 22   | Giuseppe Nuvolari    | 1959-1965 |
| 23   | Sergio Previdi       | 1965-1966 |
| 24   | Andrea Zenesini      | 1966-1976 |
| 25   | Franco Marenghi      | 1976-1977 |
| 26   | Tonino Rangoni       | 1977-1979 |
| 27   | Romano Freddi        | 1979-1982 |
| 28   | Paolo Artioli        | 1982-1983 |
| 29   | Mariuccio Vassanelli | 1983-1986 |
| 30   | Luigi Pasquali       | 1986-1991 |

| Rang | Nom                | Période   |
| ---- | ------------------ | --------- |
| 31   | Paolo Grigolo      | 1991-1994 |
| 32   | Romano Freddi      | 1994-2000 |
| 33   | Mario Cioli        | 2000-2002 |
| 34   | Alberto Castagnaro | 2002-2004 |
| 35   | Fabrizio Lori      | 2004-2010 |
| 36   | Bruno Bompieri     | 2010-2013 |
| 37   | Michele Lodi       | 2013-2014 |
| 38   | Nicola Di Matteo   | 2014-2015 |
| 39   | Sandro Musso       | 2015-     |

### Entraîneurs
Le tableau suivant présente la liste des entraîneurs du club depuis 1911.
| Rang | Nom                 | Période   |
| ---- | ------------------- | --------- |
| 1    | ?                   | 1911-1919 |
| 2    | Guglielmo Reggiani  | 1919-1923 |
| 3    | Heinrich Lenczewsky | 1923-1924 |
| 4    | Guglielmo Reggiani  | 1924-1931 |
| 5    | Ettore Gasparini    | 1931-1933 |
| 6    | Guglielmo Fancelli  | 1932-1933 |
| 7    | Guglielmo Reggiani  | 1932-1935 |
| 8    | Ferenc Hirzer       | 1935-1936 |
| 9    | Aristide Viale      | 1936-1937 |
| 10   | Guglielmo Reggiani  | 1937-1941 |
| 11   | Giovanni Battistoni | 1941-1943 |
| 12   | Guglielmo Reggiani  | 1943-1944 |
| 13   | Poste vacant        | 1944-1945 |
| 14   | Guido Bosio         | 1945-1946 |
| 15   | Eligio Vecchi       | 1945-1946 |
| 16   | Renato Bodini       | 1946-1947 |
| 17   | Lino Taioli         | 1946-1947 |
| 18   | Guglielmo Reggiani  | 1946-1948 |
| 19   | János Nehadoma      | 1947-1948 |
| 20   | Giovanni Busani     | 1948-1949 |
| 21   | Guglielmo Reggiani  | 1948-1949 |
| 22   | Ennio Vaini         | 1948-1949 |
| 23   | Alfio Cavicchioli   | 1949-1950 |
| 24   | Bruno Biagini       | 1949-1951 |
| 25   | Antenore Marmiroli  | 1951-1953 |
| 26   | Aldo Biffi          | 1952-1954 |
| 27   | Ermanno Frattini    | 1953-1954 |
| 28   | Paolo Todeschini    | 1954-1955 |

| Rang | Nom              | Période   |
| ---- | ---------------- | --------- |
| 29   | Edmondo Fabbri   | 1955-1962 |
| 30   | Nándor Hidegkuti | 1962-1963 |
| 31   | Luigi Bonizzoni  | 1963-1964 |
| 32   | Oscar Montez     | 1964-1965 |
| 33   | Giovanni Bonanno | 1964-1965 |
| 34   | Giacomo Mari     | 1964-1965 |
| 35   | Giancarlo Cadè   | 1965-1968 |
| 36   | Umberto Mannocci | 1968-1969 |
| 37   | Gustavo Giagnoni | 1968-1971 |
| 38   | Renato Lucchi    | 1971-1972 |
| 39   | Renzo Uzzecchini | 1971-1973 |
| 40   | William Negri    | 1972-1973 |
| 41   | Alfredo Foni     | 1972-1973 |
| 42   | Gianni Corelli   | 1973-1974 |
| 43   | Silvio Golinelli | 1973-1974 |
| 44   | Rino Marchesi    | 1974-1976 |
| 45   | Giulio Bonafin   | 1976-1977 |
| 46   | Giovanni Brenna  | 1976-1977 |
| 47   | Ugo Tomeazzi     | 1977-1979 |
| 48   | Ottavio Bianchi  | 1979-1980 |
| 49   | Giovanni Mialich | 1980-1982 |
| 50   | Giovanni Bonanno | 1981-1982 |
| 51   | Angelo Pereni    | 1981-1982 |
| 52   | Leopoldo Siegel  | 1982-1983 |
| 53   | Enea Masiero     | 1982-1983 |
| 54   | Dino Binacchi    | 1983-1984 |
| 55   | Bruno Mazzia     | 1983-1984 |
| 56   | Renzo Melani     | 1984-1985 |

| Rang | Nom                        | Période   |
| ---- | -------------------------- | --------- |
| 57   | Franco Panizza             | 1984-1985 |
| 58   | Giorgio Veneri             | 1985-1987 |
| 59   | Antonio Valentín Angelillo | 1986-1987 |
| 60   | Mario Corso                | 1987-1989 |
| 61   | Gian Piero Ghio            | 1989-1990 |
| 62   | Enrico Catuzzi             | 1990-1991 |
| 63   | Ambrogio Pelagalli         | 1990-1991 |
| 64   | Sergio Carpanesi           | 1990-1991 |
| 65   | Claudio Tobia              | 1991-1992 |
| 66   | Gian Piero Ghio            | 1991-1992 |
| 67   | Antonio Pasinato           | 1991-1992 |
| 68   | Ugo Tomeazzi               | 1992-1993 |
| 69   | Gianfranco Bellotto        | 1993-1994 |
| 70   | Ugo Tomeazzi               | 1993-1994 |
| 71   | Franco Panizza             | 1994-1995 |
| 72   | Sauro Frutti               | 1995-1996 |
| 73   | Sauro Frutti               | 1996-1997 |
| 74   | Gianni Ragazzoni           | 1996-1997 |
| 75   | Andrea Agostinelli         | 1997-1998 |
| 76   | Marino Magrin              | 1998-1999 |
| 77   | Mirko Benevelli            | 1998-1999 |
| 78   | Rino Lavezzini             | 1998-2000 |
| 79   | Mirko Benevelli            | 1999-2000 |
| 80   | Luciano Filippi            | 1999-2000 |
| 81   | Gianni Ragazzoni           | 1999-2000 |
| 82   | Giorgio Roselli            | 2000-2001 |
| 83   | Loris Boni                 | 2000-2001 |
| 84   | Stefano Zarattoni          | 2000-2001 |

| Rang | Nom                   | Période   |
| ---- | --------------------- | --------- |
| 85   | Marco Falsettini      | 2001-2002 |
| 86   | Mirko Benevelli       | 2001-2002 |
| 87   | Sauro Frutti          | 2001-2002 |
| 88   | Roberto Boninsegna    | 2001-2003 |
| 89   | Mirko Benevelli       | 2002-2003 |
| 90   | Antonio Bogoni        | 2002-2003 |
| 91   | Domenico Di Carlo     | 2003-2007 |
| 92   | Attilio Tesser        | 2007-2008 |
| 93   | Mirko Benevelli       | 2007-2008 |
| 94   | Giuseppe Brucato      | 2007-2009 |
| 95   | Alessandro Costacurta | 2008-2009 |
| 96   | Mario Somma           | 2008-2009 |
| 97   | Michele Serena        | 2009-2010 |
| 98   | Archimede Graziani    | 2010-2011 |
| 99   | Claudio Valigi        | 2011-2012 |
| 100  | Sauro Frutti          | 2011-2013 |
| 101  | Giuseppe Brucato      | 2012-2013 |
| 102  | Antonio Sala          | 2013-2014 |
| 103  | Gianni Migliorini     | 2013-2014 |
| 104  | Antonio Sala          | 2013-2014 |
| 105  | Carlo Sabatini        | 2013-2014 |
| 106  | Ivan Jurić            | 2014-2015 |
| 107  | Riccardo Maspero      | 2015-2016 |
| 108  | Ivan Javorčić         | 2015-2016 |
| 109  | Luca Prina            | 2016      |
| 110  | Gabriele Graziani     | 2016-     |

### Joueurs emblématiques
- Massimo Brambilla
- Dino Zoff
- Angelo Sormani
- Karl-Heinz Schnellinger
- Dario Hübner

## Infrastructures, soutiens et image

### Stades
- 1949- : Stadio Danilo Martelli

Le stade est nommé en hommage au joueur du Torino Danilo Martinelli, décédé le 4 mai 1949 avec l'ensemble de son équipe de football dans la catastrophe aérienne du Superga alors qu'elle revenait par avion d'un match amical disputé à Lisbonne (Portugal) contre le Benfica.

## Aspects économiques et financiers

### Équipementiers
- 2004-2007 :  Erreà
- 2007-2009 :  Diadora
- 2009-2010 :  Joma
- 2010-2013 :  Erreà
- 2013- :  Givova

### Sponsors principaux
- 1988-1991 :  ICIP
- 1991-1993 :  Sterilgarda
- 1993-1994 :  COVEA
- 1997-2001 :  Banca Agricola Mantovana
- 2001-2002 :  Virgilio Burro
- 2002-2003 :  Cramaro
- 2003-2004 :  Fox Energy
- 2004-2010 :  Nuova Pansac
- 2010-2013 :  Monte dei Paschi di Siena
- 2013-2015 :  Daga &  Datacol
- 2015- :  SDL CentroStudi